# فرودگاه منطقه‌ای دول لیک
فرودگاه منطقه‌ای دول لیک (به انگلیسی: Devils Lake Regional Airport) (به زبان بومی: Knoke Field) یک فرودگاه همگانی بهره‌برداری هوایی با کد یاتا DVL است که یک باند فرود آسفالت دارد و طول باند آن ۱۶۷۹ متر است. این فرودگاه در کشور ایالات متحده آمریکا قرار دارد و در ارتفاع ۴۴۴ متری از سطح دریا واقع شده‌است.